# Anolis valencienni
Anolis valencienni (ямайський гілочковий аноліс) — вид ігуаноподібних ящірок родини анолісових (Dactyloidae). Ендемік Ямайки.

## Поширення і екологія
Ямайські гілочкові аноліси широко поширені на Ямайці. Вони живуть в сухих і вологих перевинних і вторинних лісах, трапляються на плантаціях, в садах та поблизу людських поселень.  Зустрічаються на висоті до 1220 м над рівнем моря.